# Sly Cooper (película)
Sly Cooper es una película cancelada canadiense-estadounidense en 3D de animación por ordenador, acción, aventuras y comedia que estaría basada en la saga de videojuegos de plataformas homónima de Sony Computer Entertainment, específicamente del videojuego de 2002  Sly Cooper and the Thievius Raccoonus.
Sería producida y distribuida por Cinema Management Group. Sony Computer Entertainment, el creador de la saga de videojuegos, jugará un papel importante en la producción de la película, ya que se hará cargo del guion, desarrollará los personajes, y será la consultora de animación. 
La película sería dirigida y escrita por Kevin Munroe (que también dirigió la película animada de 2007, TMNT), y producida por Brad Foxhoven y David Wohl. 
La película estaría protagonizada por los mismos actores de voz del videojuego, incluyendo a Ian James Corlett en sustitución de Kevin Miller como el personaje principal homónimo, Matt Olsen y Chris Murphy repetirían sus papeles de voz como Bentley y Murray, respectivamente. 
La película tenía previsto para su estreno en cines el 25 de septiembre de 2016.

## Sinopsis
La película se centra en la historia de Sly Cooper, un mapache ladrón huérfano, junto con sus amigos de la infancia y socios en el crimen, Bentley y Murray. En la película, Sly se entera de la herencia secreta de su familia biológica: que él viene de una larga línea de ladrones internacionales y talentosos. Dotado con este conocimiento, Sly y sus amigos se catapultan en una aventura mundial ya que se inicia una carrera para volver a montar las piezas de un antiguo libro que contiene los secretos de la familia, antes de que pueda caer en manos de Clockwerk, un malvado búho metálico ruso que quiere hacer desaparecer a la familia Cooper de la faz de la tierra. Desde el romántico telón de fondo de París a las exuberantes montañas de China, esta historia muestra el origen del mayor ladrón del mundo convertido en un héroe.

## Reparto
La película contará con el regreso de los actores de voz de la saga de videojuegos, con la excepción de Kevin Miller, quien hizo originalmente la voz de Sly Cooper.
- Ian James Corlett como Sly Cooper.[7]
- Matt Olsen como Bentley.[7]
- Chris Murphy como Murray.[7]
- Idina Menzel como Carmelita Montoya Fox.[7]

Si bien se ha dicho que Corlett ha sido elegido para dar voz Sly Cooper, Kevin Miller ha dicho que la lista de reparto para la película aún no es oficial. Chris Murphy (Murray) y Matt Olsen (Bentley) declararon que ni siquiera saben si estarán incluidos o no oficialmente. También se ha confirmado que dos personajes más, Carmelita Montoya Fox y Clockwerk, serán presentados en la película.

## Producción
La adaptación cinematográfica de Sly Cooper fue anunciada a través de dos tráileres oficiales lanzados a través de YouTube el 28 de enero de 2014. El director Senior Asad Qizilbash del First Party Games Marketing de SCEA declaró: «Como es parte de una de nuestras franquicias de PlayStation favoritas y con más historia, todos están contentos de ver la historia de Sly llevada a la pantalla grande por primera vez. Tenemos una gran asociación con Rainmaker y Blockade Entertainment y estamos deseando ver a Sly reinventado en una película con todas sus características presentes para así ofrecer tanto a los fanes como a los recién llegados, la igual oportunidad de convertirse y reencontrarse con uno de nuestros más queridos héroes».
En un artículo de Front Towards Gamer, Robert Beach escribió que «A partir de un mensaje de Facebook, Rainmaker Entertainment y Blockade Entertainment decidieron llevar el trío de ladrones de Suckerpunch y Sanzaru a la pantalla grande en 2016. Sly Cooper Movie (título provisional) será una historia sobre sus orígenes, que contará cómo los tres se reunieron en un orfanato y la motivación de Sly para encontrar el libro de los secretos del Clan Cooper. Los fanes de Sly se darán cuenta de que la película se parece a Sly Cooper and the Thievius Raccoonus, el primer juego de la saga en 2002».

### Desarrollo
David Wohl, vicepresidente del desarrollo y producción de Sly Cooper, habló acerca de la película y aclaró que no se mostrará lo sucedido en el tiempo transcurrido antes de que Sly y su banda se conociesen unos a otros en el orfanato: «En la película, Sly y sus amigos ya están juntos, aunque están lejos de ser tan grandes en lo que hacen». La elección sobre el cambio en el estilo de animación, de animación gráfica a una totalmente realizada por ordenador, no fue fácil. Brad Foxhoven, productor y presidente de Blockade Entertainment, hablo y dijo que «el mercado cinematográfico mundial puede inclinarse hacia películas de animación CG (generadas por ordenador). Por mucho que nos encanta el aspecto cel-shaded del juego, nos pareció que no sería apreciada en la pantalla grande en conjunto».
En un artículo de Digital Spy publicado por Matthew Reynolds afirman lo siguiente: «La película de Sly Cooper basada en la franquicia de plataformas está en desarrollo por Rainmaker y Blockade con la ayuda de su creador, Sucker Punch, que hará su debut en la pantalla grande en los cines de 2016».